# Paweł Odorowicz
Paweł Odorowicz (ur. 15 grudnia 1973 w Lublinie) – polski altowiolista (muzyk instrumentalista - altówka), sideman, kompozytor, aranżer, producent muzyczny i reżyser nagrań.
Absolwent lubelskiej Państwowej Szkoły Muzycznej I i II st. im. Karola Lipińskiego (klasa altówki - prof. Ani El Tanbouli) oraz Akademii Muzycznej w Krakowie (dr hab. Jacek Dumanowski).

## Twórca
Aktualnie współpracuje z Teatrem CHOREA (instrumentalista w projektach: Gilgamesz, Lulabajki, Po Ptakach), oraz z Leszkiem Mądzikiem (Scena Plastyczna KUL) prezentując autorską, wykonywaną na żywo muzykę do spektakli: „Z mroku” - Festiwal Światła - Warszawa sierpień 2015; „Bruzda II” - Body Festival - Christchurch, Nowa Zelandia, październik 2016; „Brama. Piotrkowska 26” - Łódź 4 Kultur, maj/czerwiec 2016; „Odchodzi” - Kartoteka rozrzucona - Wrocław 2016. Skomponował również muzykę do najnowszego spektaklu Leszka Mądzika „Gorset”(prapremiera – Łódź, listopad 2016), w którym biorą udział m.in. mimowie Warszawskiego Centrum Pantomimy i Bartłomiej Ostapczuk.
- Od 2000 roku prowadzi własne studio nagraniowo-produkcyjne ukierunkowane na rejestrację muzyki poważnej (rejestracja z partyturą) oraz produkcję muzyczną.
- W latach 2002–2012 współpracował z Joanną Słowińską.
- W latach 2000–2010 współpracował z lubelskim Stowarzyszeniem W Stronę Sztuki[6] jako kompozytor, wykonawca i organizator koncertów.
- W latach 1999–2008 współpracował m.in. z Dzidką Muzolf, Pauliną Bisztygą, Marcinem Różyckim, zespołem Federacja (dawniej Lubelska Federacja Bardów), oraz twórcami z kręgu piosenki literackiej.
- 1996-1998 – współpraca z orkiestrą Capella Cracoviensis (muzyk altowiolista);
- 1993-1996 – współpraca z orkiestrą Sinfonietta Cracovia (muzyk altowiolista);
- 1993-1996 – współpraca z kwartetem smyczkowym DAFO (pierwszy skład, muzyk altowiolista).

## Animator
1998-1999 - organizator koncertów w Winiarni u Dyszona we współpracy z Radiem Lublin
1997 - Międzynarodowy Konkurs Współczesnej Muzyki Kameralnej (wówczas im. K. Pendereckiego) - pomysłodawca i współtwórca

## Nagrody i wyróżnienia
- 2020 – stypendium MKiDN na skomponowanie i wykonanie dwóch kwartetów smyczkowych inspirowanych muzyką ludową Łódzkiego.
- 2019 – stypendium twórcze Prezydenta Miasta Lublina na skomponowanie II kwartetu smyczkowego inspirowanego muzyką ludową Lubelszczyzny.
- 2017 – Grand Prix XX edycji festiwalu Nowa Tradycja w duecie Grochocki_Odorowicz[8][9][10]
- 2017 – stypendium twórcze Prezydenta Miasta Lublina na skomponowanie kwartetu smyczkowego inspirowanego muzyką ludową Lubelszczyzny.
- 2016 – II miejsce w Turnieju Muzyków Prawdziwych[11] w Filharmonii im. M.Karłowicza w Szczecinie w kategorii soliści instrumentaliści.
- 2014 – Grand Prix i Nagroda Specjalna za najbardziej twórcze wykorzystanie muzyki z zapisków Oskara Kolberga na festiwalu Nowa Tradycja 2014 z zespołem Trzy Dni Później[12]
- 2014 – Stypendium MKiDN: „Zabawianki, wyliczanki, kołysanki czyli Kolberg – dzieciom” – muzyczne, współczesne interpretacje polskiej kultury ludowej.
- 2011 – Stypendium MKiDN: multimedialny projekt „Miłosz w żywych obrazach”[13](prapremiera – wrzesień 2011, Wiedeń).
- 2004 – Angelus Lubelski – z zespołem Federacja za płytę z piosenkami Kazimierza Grześkowiaka.
- 1993 – I nagroda i nagroda specjalna na Konkursie kameralnym im. K.Bacewicza w Łodzi z Kwartetem smyczkowym DAFO

## Dyskografia
- 2020 - Gilgamesz, wyd. Stowarzyszenie Teatralne CHOREA[14]
- 2019 - Pieśni Przejścia, wyd. Psyche et Musica[15]
- 2018 - minimal blood, wyd. wood and mood
- 2016 - TAYKH - promo CD
- 2016 - Dobre Piosenki - Karol Wojtyła Zaśpiewany, wyd. MTJ[16]
- 2015 - Marcin Różycki - już się raczej nie przejmuję - wyd. New Abra / G.R.A.[17]
- 2015 - Z mroku / out of the darkness - promo CD
- 2014 - Trzy Dni Później - pokój jej cieniom - wyd. fortune 2014 (link)
- 2013 - Jacek Dumanowski - Sonaty altówkowe Carla Stamitza, Johanna Baptisty Vanhala i Johanna Nepomuka Hummla. Studium klasycznej stylistyki wykonawczej - wyd. Akademia Muzyczna w Krakowie
- 2012 - Jolka Sip - a poza tym... - wyd. Agencja Koncertowa Ragtime
- 2012 - Piwnica pod aniołami - wyd. Grupa Rozwoju Artystycznego „GRA”/Agencja Inicjatyw Artystycznych Cytryna/EMI
- 2011 - Tomasz Sobaniec - Perkusja znakiem rozpoznawczym muzyki Krystyny Moszumańskiej - Nazar; wyd. Akademia Muzyczna w Krakowie
- 2010 - Tango Reunion Live 2010 - wyd. Projekty Artystyczne Grzegorz Frankowski.
- 2010 - Paweł Kubica - Fryderyk Chopin, wyd. CanPak Group
- 2010 - Ms. No One - The Leaving Room, wyd. Polskie Radio
- 2009 - Joanna Słowińska z Zespołem - Z nieba wysokiego, wyd. Wydawnictwo Jana Słowińskiego
- 2009 - ETHNOPORT 2009, wyd. Centrum Kultury ZAMEK
- 2009 - Z WIEJSKIEGO PODWÓRZA - XIV Spotkania Folkowe, wyd. Stowarzyszenie Miłośników Kultury Ludowej
- 2008 - Rola fortepianu w twórczości Benjamina Brittena - Od „solo” do „accompagnato”
- 2008 - Joanna Słowińska z Zespołem - Kolędy, promo DVD, prod. TVP Kultura
- 2008 - Federacja - HADES - kolędy, pastorałki i inne, wyd. HADES
- 2008 - Federacja - Klechdy lubelskie, wyd. Centrum Kultury w Lublinie - OAK, Dalmafon
- 2007 - Joanna Słowińska z zespołem - możesz być, wyd .QL Music
- 2007 - Paulina Bisztyga z zespołem - proste jest prawo miłości, wyd. Amadeusz Studio
- 2006 - Joanna Słowińska z Zespołem - płaczcie anieli - PIEŚNI O MĘCE I ZMARTWYCHWSTANIU PAŃSKIM - wyd. Wydawnictwo Jana Słowińskiego
- 2006 - Poeci piosenki rosyjskiej, wyd. MTJ
- 2006 - Beata Czernecka, Andrzej Seweryn - Blask aureoli - Śpiew na Boga narodzenie, wyd. Art4rent
- 2006 - I tak warto żyć - koncert jubileuszowy X Ogólnopolskiego Festiwalu Piosenki Artystycznej “Festiwal Festiwali”, Rybnik 2006, wyd. Fundacja Elektrowni Rybnik S.A.
- 2006 - Gitarą i piórem - wyd. Polskie Radio S.A.
- 2005 - PRZECHOWALNIA - KABARETOWA SCENA TRÓJKI - wyd. Dalmafon
- 2005 - WYSOKI LOT - promo DVD. wyd. Urząd Miasta Świdnik
- 2005 - Z wiejskiego podwórza - X Spotkania Folkowe Czeremcha 2005 - wyd. Stowarzyszenie Miłośników Kultury Ludowej
- 2004 - Festiwal Muzyki Dobrej - wyd. Radio Warszawa Praga
- 2004 - ZAJAZD BARDÓW - wyd. MAZURSKA KUŹNIA DŹWIĘKU
- 2004 - Federacja - imperium - wyd. Dalmafon
- 2003 - Grupa Apokryficzna - wyd. Poemat
- 2003 - Taekwon-do Championship Anthem - wyd. Polish Taekwon-do Assciation
- 2001 - Lubelska Federacja Bardów Kazimierzowi Grześkowiakowi - wyd. LFB
- 2000 - Lubelska Federacja Bardów - miłość mi wszystko wyjaśniła - wyd. SWIGiSnL
- 2000 - Jan Kondrak - romanse ballady - wyd. Stowarzyszenie Wolna Estrada
- 1999 - Lubelska Federacja Bardów - kolędy żaglowe - wyd. CRH Żagiel
- 1999 - Lubelska Federacja Bardów - Na żywo w Hadesie - wyd. Dalmafon
- 1998 - Agnieszka Chrzanowska - nie bój się nic nie robić -  wyd. Poemat

## Filmografia
- 2012 - Dziewczyna z szafy - wykonanie muzyki[18]
- 2010 - Między znakami - kompozycja, wykonanie muzyki[19]
- 2007 - Nie ma - wykonanie muzyki[18]
- 2007 - Przerwany lot - wykonanie muzyki[18]
- 1996 - Gdzie jesteś święty Mikołaju - wykonanie muzyki[18]